# 京王プレリアホテル札幌
京王プレリアホテル札幌（けいおうプレリアホテルさっぽろ、英: KEIO PRELIA HOTEL SAPPORO）は、札幌市北区にあるホテル・企業（株式会社京王プレリアホテル札幌、京王グループ）。宿泊特化型のホテルであり、日本国内外の観光客やビジネス客を対象としている。

## 沿革
- 2018年（平成30年）：株式会社京王プレリアホテル札幌設立。
- 2019年（令和元年）：京王プレリアホテル札幌開業。

## 施設
客室
- ツイン
  - コンフォートツイン (23 m²)
  - スーペリアツイン (23 m²)
  - スーペリアコーナーツイン (22 m²)
  - モデレートツイン (23 m²)
  - モデレートコーナーツイン (22 m²)
  - スタンダードツイン (20 m²)
- ダブル
  - プレミアダブル (22 m²)
  - コンフォートダブル (20 m²)
  - スーペリアダブル（20m²）
- トリプル
  - スーペリアツイン（3ベッド） (23 m²)
  - モデレートツイン（3ベッド） (23 m²)
  - ユニバーサルルーム (39 m²)

その他
- 大浴場
  - ラウンジ
  - 湯上りラウンジ（女性専用）
- レストラン（朝食 6：00～11：00、お客様専用ラウンジ 15：00～23：00）
- フィットネスルーム
- トヨタレンタリース新札幌 札幌駅北口店

## アクセス
- 北海道旅客鉄道（JR北海道）札幌駅北口から徒歩約3分